# Walls (canção)
Walls é uma canção do cantor Louis Tomlinson, contida em seu primeiro álbum de estúdio, Walls (2020). A canção foi lançada como quinto single do álbum em 17 de janeiro de 2020.

## Antecedentes
Tomlinson escreveu a música sobre seu namorado, Harry Styles. Eles começaram o romance em 2011. A música descreve as consequências de seu "rompimento" em 2015 por meio de toda a sua gestão,que não deixaram os mesmos viverem um romance assumido para as câmeras. e o impacto que teve em Tomlinson.

É sobre voltar para casa após estar em turnê, logo após a banda [One Direction] ter terminado. Encontrei algumas das roupas do meu namorado no armário e me atingiu o que tinha feito.
- Louis Tomlinson sobre o significado por trás de "Walls"
As cordas ao vivo da música foram gravadas no Angel Recording Studios, em Londres. Tomlinson disse que quando ele chegou ao estúdio e viu que "devia haver 25 músicos lá,  todos pela minha música",  já era "um momento de arrancar lágrimas e eu nunca senti um arrepio". 
Tomlinson afirmou que amava "o som indie da música" e sua "natureza circular - ela abre e fecha com a mesma letra".

## Recepção crítica
Mike Nied, do Idolator, descreveu a música como "uma ode à perseverança e à superação das probabilidades", "uma jóia conduzida por cordas com uma mensagem pensativa [na qual] Louis canta sobre superar obstáculos entre ele e um ente querido". Madeline Roth da MTV chamou "Walls" de "uma declaração emocional de força" na qual Tomlinson "reconhece as lutas que ele enfrentou com observações introspectivas e comoventes", "abre a tristeza e deixa um pouco de luz revelando que" os tempos difíceis fizeram dele um homem mais forte", e elogiou a adição de uma orquestra ao vivo para a música que" eleva a expectativa emocional "e" leva essa balada a belos níveis".

## Vídeo musical
O videoclipe, dirigido por Charlie Lightening e filmado em Marrocos, foi lançado em 20 de janeiro de 2020. O videoclipe começa com Tomlinson percorrendo o deserto marroquino, onde encontra uma porta misteriosa, caminha através de uma série de painéis de vidro e senta-se em uma cadeira empoleirada a meio caminho de uma parede de tijolos. Depois que Tomlinson entra pela porta, ele se espalha no chão de um salão de baile perto de convidados que dançam e vagueia por entre uma multidão de estranhos mascarados. No clima da música, ele e sua banda se apresentam em uma plataforma brilhante enquanto a luz diminui.

## Apresentações ao vivo
Tomlinson apresentou a música pela primeira vez ao vivo em 22 de janeiro de 2020 no The One Show.

## Desempenho nas tabelas musicas
| Tabela musical (2020)             | Melhor posição |
| --------------------------------- | -------------- |
| Escócia (Official Charts Company) | 97             |
| Nova Zelândia Hot Singles (RMNZ)  | 33             |

## Históricos de lançamentos
| Região | Data                  | Formato                    | Gravadora | Ref.   |
| ------ | --------------------- | -------------------------- | --------- | ------ |
| Mundo  | 17 de janeiro de 2020 | Download digital streaming | Arista    | [ 21 ] |